# Mallinella hamata
Mallinella hamata là một loài nhện trong họ Zodariidae.
Loài này thuộc chi Mallinella. Mallinella hamata được Robert Bosmans & Hillyard miêu tả năm 1990.